# Union de Horodło

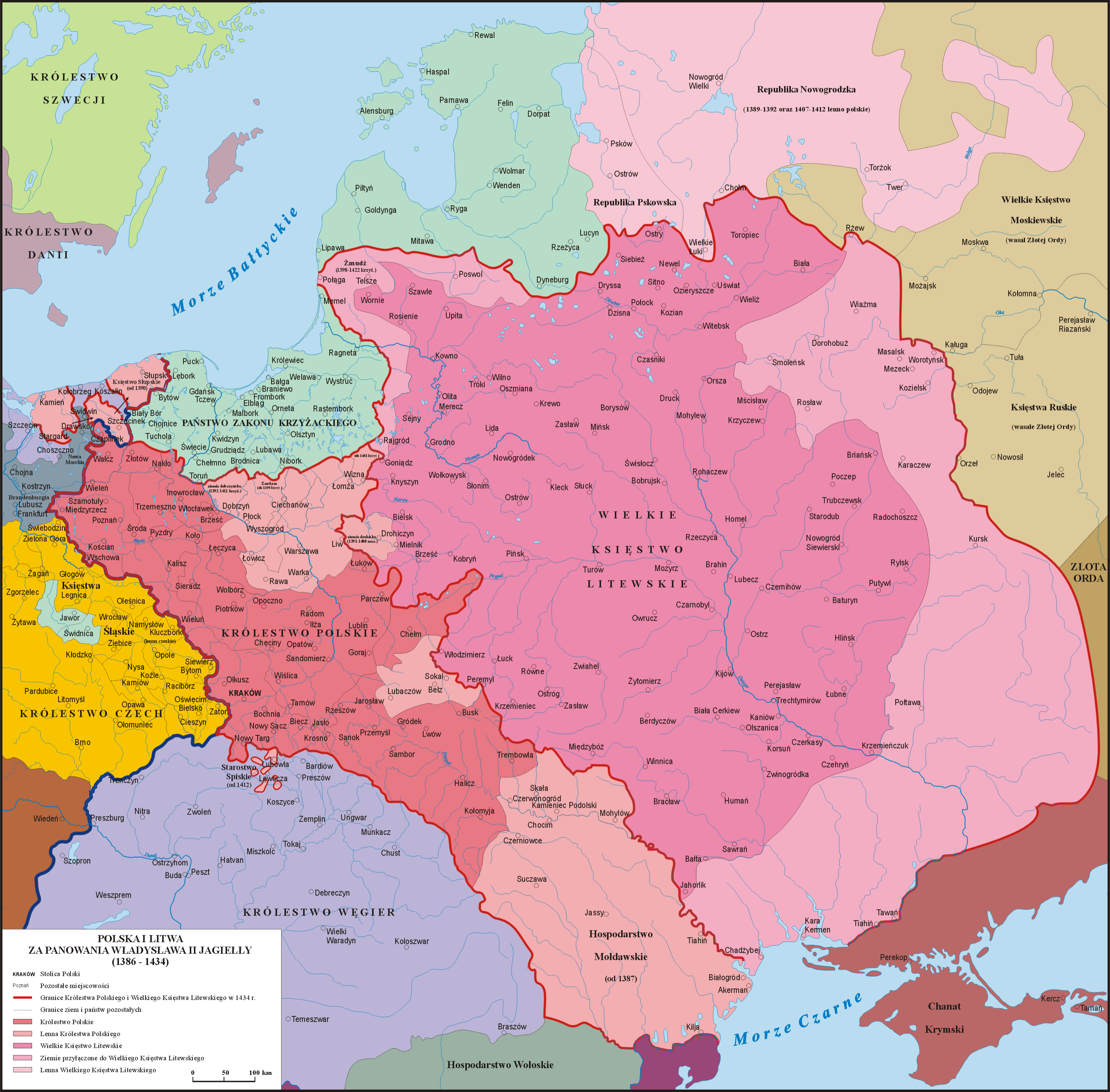
La Pologne et la Lituanie de 1386 à 1434

L'union de Horodło (ou pacte de Horodło) est un acte d'alliance entre le royaume de Pologne et le grand-duché de Lituanie signé le 2 octobre 1413 dans la ville de Horodło par le roi de Pologne Władysław II Jagiełło et le grand-duc de Lituanie Vytautas. Il confirme les dispositions des traités précédents, l'union de Krewo (1385) et l'union de Vilnius et Radom (1401), et renforce les liens institutionnels entre les deux États. L'union confirme l'autonomie du grand-duché au sein de la fédération, tout en mettant en place des assemblées polono-lituaniens pour régler les problèmes communs. La noblesse lituanienne accède aux mêmes privilèges que la noblesse polonaise.

## Les dispositions de l'accord
L'Union de Horodło comprend trois documents : l'acte signé par le roi de Pologne Władysław II Jagiełło et le grand-duc de Lituanie Vytautas et deux actes signés par la noblesse polonaise et les boyards lituaniens.
L'union de Horodło reconnaît l'autonomie du Grand-duché et le pouvoir du grand-duc dans son pays. Elle stipule également que l'élection du successeur grand-prince Vytautas est soumise au consentement du roi de Pologne et de la noblesse polonaise, tandis que la désignation du futur souverain de Pologne, si Władysław II Jagiełło venait à mourir sans descendant, doit se faire avec l'accord du grand-prince de Lituanie et de la classe dirigeante lituanienne.
Pour créer des liens entre les groupes privilégiés des deux pays, quarante-sept familles nobles polonaises "adoptent" chacune une famille lituanienne et leur confèrent leur blason . Les seigneurs lituaniens accèdent ainsi aux mêmes privilèges que les nobles polonais, dont la transmission héréditaire de l'état de noblesse.

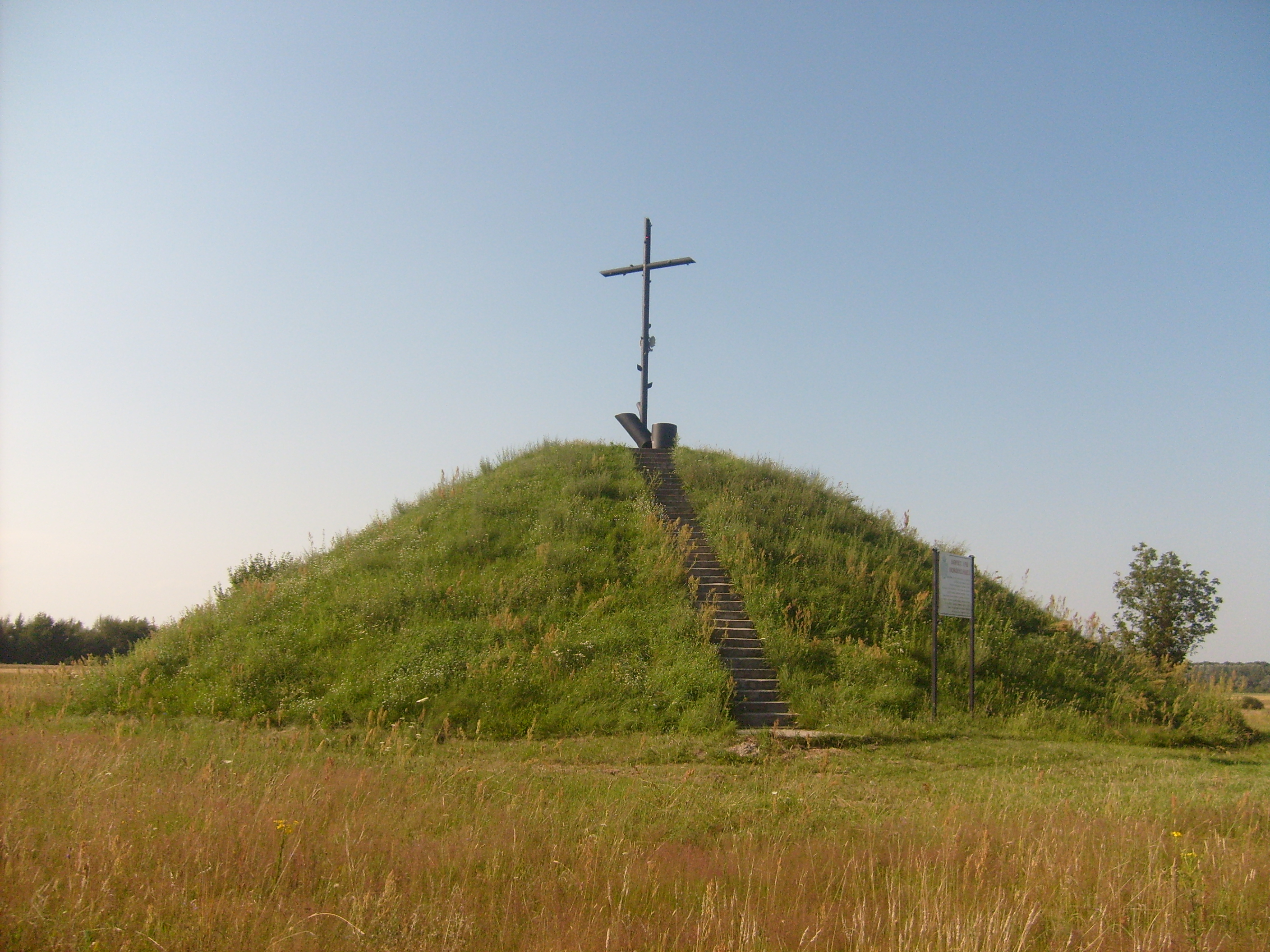
Tertre érigé à Horodło en 1861 pour célébrer l'anniversaire de l'union de Horodło

Sur le modèle polonais, on reconnait aux nobles lituaniens le droit de participer au Conseil du grand-duc, mais, à la différence de la noblesse polonaise, uniquement à titre consultatif.
En cas de nécessité et à l'appel du souverain, la noblesse lituanienne doit tenir des assemblées communes avec la noblesse polonaise, soit à Lublin, soit à Parczów.
La Lituanie introduit également, toujours sur le modèle polonais mais pour l’instant seulement à Vilnius et Trakai, quatre nouvelles charges réservées à la noblesse : celles de castellans et de voïvodes. Le voïvode est le principal représentant local du grand-duc, chargé de l'administration de la voïévodie où il exerce également des fonctions judiciaires et militaires. Le castellans, autrement dit gouverneur d'une forteresse, a des fonctions exclusivement militaires.
Cette évolution du statut juridique des classes dirigeantes lituaniennes n'affecte pas encore la noblesse des régions russes de la grande principauté. Cette différence entre les deux noblesses lituaniennes, catholique et orthodoxe, sera progressivement atténuée par les privilèges de 1432, de 1434 et définitivement aboli par le privilège de 1447.

## Seconde Union de Horodło

Le blason proposé pour la seconde république tripartite de Pologne-Lituanie-Ruthénie.

L'idée d'une république tripartite polono-lituano-ruthénienne renaît pendant l'Insurrection de janvier, lorsqu'une manifestation patriotique a lieu à Horodło en 1861. La « Seconde Union de Horodło » y fut annoncée par les nobles de la Pologne du Congrès, de l'ancien grand-duché de Lituanie, de la Volhynie et de la Podolie. La Nouvelle Pologne, fondée sur la Seconde Union de Horodło, devait résulter de l'union de ces trois nations, et les armoiries qu'elle proposait comprenaient l'aigle polonaise, le Vytis lituanien et le saint patron de la Ruthénie, l'archange Michel.